# Ouellé
Ouellé este o comună din departamentul Ouellé, regiunea Iffou, Coasta de Fildeș.